# Venta de la Inés
La Venta de la Inés o del Alcalde es una venta ubicada en el término municipal de Almodóvar del Campo, en el extremo suroeste de la provincia de Ciudad Real (España), dentro del espacio natural del Valle de Alcudia, en la zona centro meridional del mismo, al pie de la vertiente norte de la Sierra de la Umbría de Alcudia, y en el paraje conocido como la Cotofía.
Las ventas o posadas tienen en España una tradición histórica. Desde tiempos de los romanos, cuando se usaban como lugares de descanso y avituallamiento para personas y animales, pasan a convertirse en el siglo XV en una especie de albergues, que marcaban las etapas de los largos viajes que se realizaban en aquellos tiempos. De las ventas cervantinas, que aparecen citadas en 1575 en las Relaciones Topográficas, quedan algunas, integradas y formando parte del paisaje manchego, con sus zócalos de color añil; color este muy generalizado en las construcciones manchegas, heredado de los árabes.
Son numerosas las referencias hechas a las ventas por Cervantes en El Quijote: «En toda venta no había ventana que saliese al campo, sino un agujero de un pajar, por donde echaban la paja»; «del agujero que a él le pareció ventana, como conviene que las tengan tan ricos castillos como el se imaginaba que era aquella venta».
La Venta de la Inés, o del Alcalde, cuenta con un conjunto de edificaciones –cuadras, cocina exterior, la Venta propiamente dicha y cochera– que se alinean en la margen del Camino Real de Toledo a Andalucía, o Camino Real de la Plata, al pie del collado que sirve para cruzar la citada Sierra de la Umbría de Alcudia.

## Descripción
Su configuración arquitectónica se corresponde funcionalmente con el esquema de las ventas de mediados del siglo XVI. 
El elemento fundamental, que es la Venta, tiene planta rectangular, con un eje central de comunicaciones. La fachada principal se orienta al este y tiene dos pisos, con vanos que presentan una cierta simetría respecto del eje central. El acceso principal se realiza por una puerta de doble hoja en su punto central, que tiene exteriormente un recercado con forma de arco rebajado. A ambos lados hay ventanas rectangulares, de proporciones verticales, con rejas de hierro encastradas en los muros. El alféizar exterior se cubre con piezas cerámicas y la carpintería de las ventanas es de madera. El piso superior tiene tres ventanas, dispuestas en línea con los vanos inferiores, de sección rectangular y enrejado realizado con delgadas pletinas entrecruzadas. Los huecos de esta planta se cubren con ventanillos de madera en el interior. La composición general de la fachada presenta el hueco central de la puerta, con dos ventanas laterales y tres huecos superiores, de la zona de la cámara, que coinciden aproximadamente con los huecos inferiores, en una composición sencilla, con un cierto nivel de elaboración.
La fachada posterior, que se abre al patio trasero de la Venta, es mucho más sencilla que la principal. Presenta tres vanos: dos en el piso inferior, una puerta sencilla y una ventana cuadrangular de pequeño tamaño hacia el norte, así como otra de similares características en el piso superior ubicada sobre la puerta. La mampostería de cuarcita vista junto con la existencia de las grandes higueras, el pavimento de la zona y el muro delantero de protección con ligera pendiente hacia el centro de la fuerza dan a esta fachada una fuerza especial.
El pasillo que va de la fachada este a la oeste tiene 2,70 metros de anchura y 13,53 metros de longitud. Este recorrido está dividido transversalmente por los muros de carga que conforman la estructura del inmueble, que en la zona del pasillo se abren con arcos de medio punto. Unos pequeños machones sobresalen en cada lado con ligeros resaltos en el arranque de los arcos. A ambos lados del pasillo, se van abriendo las diferentes estancias de los tres ámbitos existentes en cada uno de los lados. El recorrido se marca por el pavimento, que en su parte central es un empedrado de canto redondeado, de cuarcita, y en los laterales presenta varias filas de ladrillo plano de barro, que se extienden hacia las estancias laterales, separadas por una ligera banda de madera que marca el dintel de las puertas.
La cuadra es un edificio de planta rectangular, con una superficie total de 93,75 m² que se adosa al alzado meridional de la Venta. Se encuentra distribuido en dos alturas, la parte baja, empleada como pesebre para las caballerizas que se utilizaban con motivo de las postas, y la parte alta, utilizada como pajar.
En el centro de la cuadra hay dos grandes pilares de piedra; y la cubierta a un agua deja una zona más alta, donde están las puertas de acceso a la cuadra. En la zona izquierda, desde los pilares centrales hasta el muro de cerramiento existe una estructura de madera, que tiene dos pilares intermedios entre los de piedra y el muro exterior, y un entramado de madera que sirve para almacén de paja. En su extremo occidental, junto al postigo que se abre al corral, se conserva una piquera realizada en madera, que se empleaba para hacer bajar la paja a la zona inferior de cuadra.

## Bien de interés cultural
Fue declarada bien de interés cultural, con categoría de sitio histórico, por Acuerdo del Consejo de Gobierno de la Junta de Comunidades de Castilla-La Mancha de 28 de julio de 2009. El Tribunal Superior de Justicia de Castilla-La Mancha ratificó la legalidad de esta declaración en 2014.